# Tobias Steinmann
Tobias Steinmann (* 1556 in Leipzig; † 12. Dezember 1631 in Jena) war frühneuzeitlicher Verleger, Buchdrucker und Ratsherr in Jena.

## Leben
Der Sohn des Leipziger Buchdruckers Johannes Steinmann und dessen Frau Cordula, hatte 1574 ein Studium an der Universität Leipzig begonnen und war später Buchdrucker in Jena geworden, wo er auch als Ratsherr in Erscheinung trat. Er hatte seine Wanderjahre als Geselle in Breslau, Olmütz, Prag, Köln, Nürnberg, Ingolstadt und anderen Orten verbracht. Als Buchdrucker bestimmte er maßgeblich das Buchdruckwesen seiner Zeit an diesem Ort und druckte mit seinem Schwiegervater Thomas Rhebart die Jenaer Lutherausgabe, eine Ausgabe aller Werke Martin Luthers.
Zahlreiche Leichenpredigten wurden im 16. und 17. Jahrhundert in seinem Verlag verlegt. Eine davon ist insofern hervorhebenswert, weil sich die entsprechende Grabplatte erhalten hat und wiedergefunden wurde. Das war die von Hans Melchior Marschalch. Bedeutend wichtiger ist jedoch, dass Werke Martin Luther wie z. B. dessen Tischreden 1603 in seinem Verlag erschienen. Außerdem ließ er Disputationsschriften und Gesetzestexte erscheinen. Auch sonstige akademische Schriften wie Reden von Rektoren gibt es. 1589 erschien bei erstmals ihm die ernestinische Polizey- und Landesordnung.
Die Thüringer Universitäts- und Landesbibliothek Jena besitzt ca. 650 Schriften, die in diesem Verlag erschienen sind. Der Verlag ging nicht mit seinem Tode ein. Die jüngsten in der Universitätsbibliothek aufbewahrten Schriften sind ungefähr von 1675.